# VAV2
VAV2‏ (Vav guanine nucleotide exchange factor 2) هوَ بروتين يُشَفر بواسطة جين VAV2 في الإنسان.